# 880 Herba
Herba (asteroide 880) é um asteroide da cintura principal, a 2,0359758 UA. Possui uma excentricidade de 0,321698 e um período orbital de 1 899,42 dias (5,2 anos).
Herba tem uma velocidade orbital média de 17,19166711 km/s e uma inclinação de 15,13274º.
Este asteroide foi descoberto em 22 de Julho de 1917 por Max Wolf.